# 单花龙胆
单花龙胆（学名：Gentiana subuniflora）是龙胆科龙胆属的植物，是中国的特有植物。分布于中国大陆的四川等地，生长于海拔3,650米至4,500米的地区，常生长在山坡以及山麓，目前尚未由人工引种栽培。